# DN오토모티브
주식회사 DN오토모티브(영어: DN Automotive)는 자동차용 방진 제품과 배터리를 제조하는 업체이다.

## 역사
DN그룹의 모체인 동아타이어공업은 1971년, 부산광역시 안락동에 회사를 설립하여 타이어 사업을 개시하였다. 1992년, 방진 사업부를 설립하여 사업을 확장하였으며, 1999년에는 자동차용 축전지사업에 진출하였다. 2004년, 방진부품 계열사 DTR을 설립하였다.
2009년, 영국의 자동차 부품 생산 업체인 에이본(Avon Automotive)를, 2014년에는 이탈리아의 방진부품 회사인 CF고마를 인수하였다. 이후 2022년, 두산공작기계를 인수하였다.

## 종속기업
브레이브뉴, 지엠티홀딩스, DONGAH AMERICA INC, 이큐포올

## 제품·기술
DN오토모티브는 자동차 엔진과 변속기 등에서 발생하는 소음과 진동을 줄이는 차량용 방진부품을 생산하는 국내 최대, 세계 3위 업체에 해당한다. 2005년, 전자 제어 기술로 능동적으로 진동·소음을 줄이는 '액티브 마운트 기술'을 세계 최초로 상용화하였다.
이 회사는 미국의 제너럴 모터스(GM)와 스텔란티스의 최대 방진부품 공급처이며, 이밖에 테슬라·리비안·니오 등으로 부품을 납품한다. 특히, GM·스텔란티스의 신차 개발 단계부터 참여하여 기술 개발·투자·검증·적용 테스트를 공동 진행한다.
배터리 사업의 경우, 울산광역시에 MF 배터리 생산 공장이 있다.

## 같이 보기
- DN솔루션즈(舊 두산공작기계)